# Bohumilice

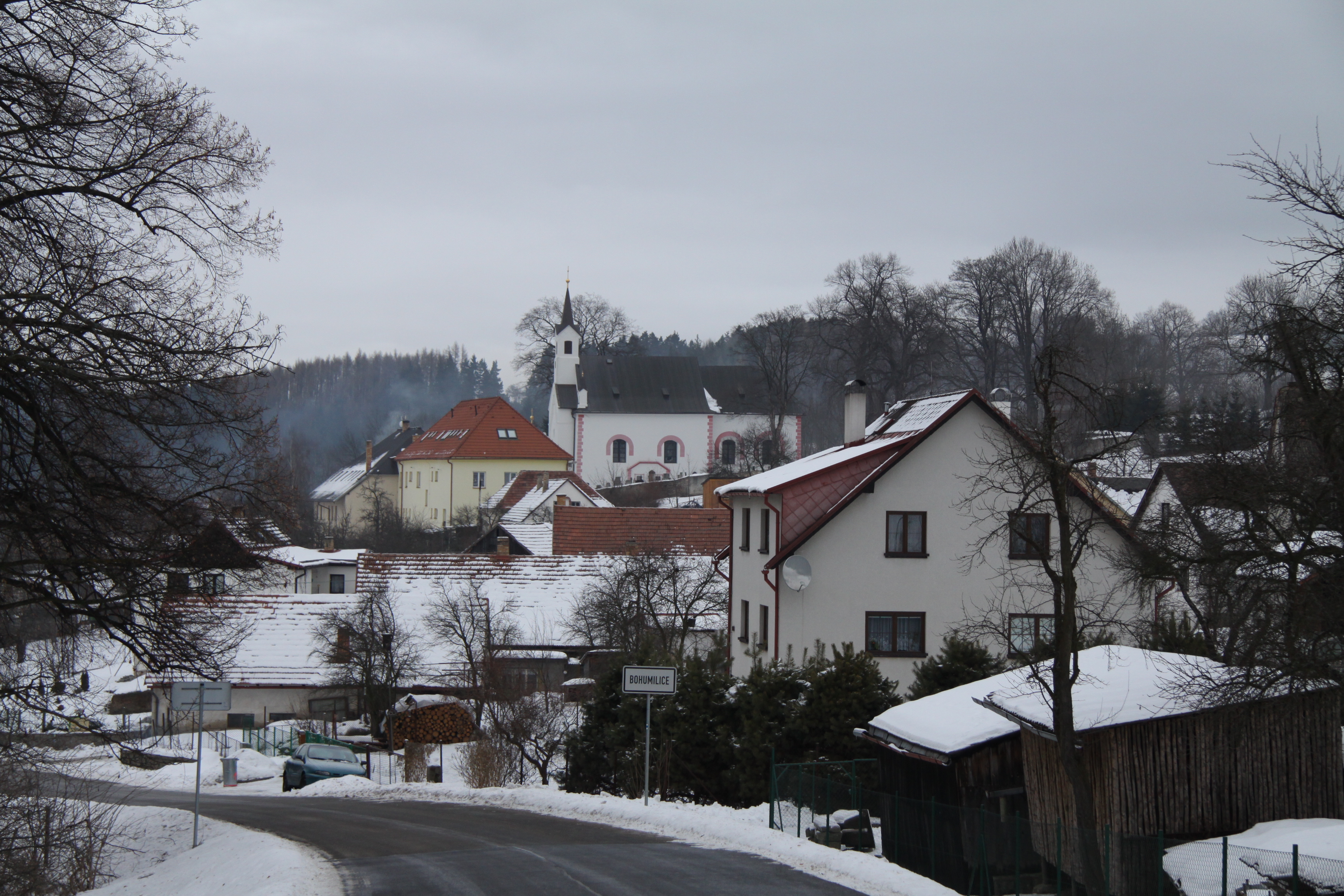
Bohumilice

Bohumilice (deutsch Bohumilitz, auch Alt Skalitz) ist eine Gemeinde in Tschechien. Sie liegt gegenüber der Einmündung der Spůlka an der Volyňka und gehört zum Okres Prachatice. Bohumilice liegt sechs Kilometer nordöstlich von Vimperk.

## Geographie

### Nachbargemeinden
|         | Čkyně                                       |        |
| Vimperk | Kompassrose, die auf Nachbargemeinden zeigt | Bošice |
|         | Svatá Maří                                  |        |

## Geschichte
Das Dorf wurde erstmals 1352 erwähnt. Es hat 314 Einwohner und 62 Unternehmen. Der Ort ist Mitglied in der Euregio Bayerischer Wald – Böhmerwald.

## Sehenswürdigkeiten
- Schloss Skalice
- Kirche der hl. Dreifaltigkeit Gottes und der hl. Barbara
- Kapelle

## Söhne und Töchter der Gemeinde
- Antonín Liška (1924–2003), Bischof von Budweis